# Yanesha'

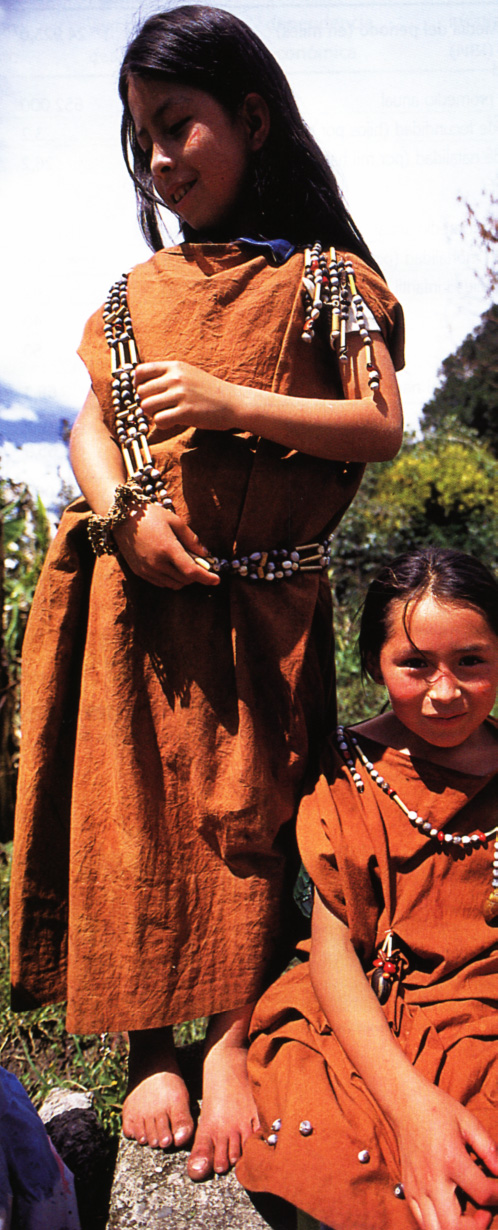
Yanesha'-Kinder

Die Yanesha, auch Amueshas genannt, sind eine Ethnie in den Regenwäldern Perus. Sie leben rund 400 km nordöstlich von Lima in einem Gebiet in der Region Huánuco, der Provinz Chanchamayo und der Provinz Oxapampa. Im Jahr 2010 anerkannte die UNESCO das Naturreservat Oxapampa-Ashaninka-Yanesha in der Region „Selva Central“ als Biosphärenreservat.

## Sprache
Ihre Sprache zählt zu den Arawak-Sprachen und wird von etwa 9830 Personen (Stand 2000) gesprochen. Neuere Zählungen gehen noch von 7000 Personen aus. Im Jahr 1997 erschien in spanischer Sprache ein Buch zur Grammatik und 1998 ein Wörterbuch (Amuesha – Spanisch).

## Kultur und Gesellschaft
Wichtigste Organisationseinheit in diesem Volksstamm ist die Großfamilie. Die Yanesha' verfügen über ein ausgesprochen großes überliefertes Wissen rund um Heilpflanzen und Pflanzenheilkunde. Im Jahr 2008 wurde dazu eine internationale Studie veröffentlicht, mit einer Beschreibung und Untersuchung von gegen 300 Heilpflanzen der Yanesha'. Die Yanesha' betrachten die Natur und insbesondere die Pflanzen als beseelt und verehren sie als Naturgottheiten.

## Namensvarianten
Die Yanesha' sind auch unter folgenden Namen bekannt: Amage, Amagues, Amaje, Amajo, Amoishe, Amueixa, Amuese, Amuesha, Amuetamo, Lorenzo und Omage.